# Nổi gió
Nổi gió (tiếng Anh: Rising Storm) là một bộ phim điện ảnh Việt Nam do Hãng phim truyện Việt Nam sản xuất năm 1966 và được đạo diễn bởi Huy Thành và Lê Bá Huyến. Bộ phim không chỉ làm nên tên tuổi của các diễn viên là Thụy Vân và Thế Anh, mà còn là một trong ba tác phẩm giúp đạo diễn Huy Thành nhận được Giải thưởng Nhà nước.

## Nội dung
Bộ phim xoay quanh câu chuyện hai chị em trong một gia đình lại theo hai chính thể chính trị đối lập nhau, người chị là Vân theo Mặt trận Dân tộc Giải phóng miền Nam Việt Nam còn em trai Phương lại là trung úy quân lực Việt Nam Cộng hòa. Sau nhiều năm xa cách, hai chị em gặp lại nhau. Niềm vui chưa được bao lâu thì mâu thuẫn đã nảy sinh giữa hai chị em. Vân đã đuổi em trai đi khi biết Phương là trung úy của Việt Nam Cộng hòa.
Trong chiến tranh, Vân và con trai bị bắt vào trại tập trung. Vì tham gia đấu tranh mà Vân bị bắt vào tù. Con trai bị giết khiến Vân trở nên như điên dại. Vì bị lầm tưởng là bị điên mà Vân dễ dàng hoạt động chính trị trong tù. Sau khi ra tù, bằng lý lẽ, hành động và tình cảm, Vân đã thuyết phục được em trai và nhiều quân nhân quân đội Việt Nam Cộng hòa đổi chiến tuyến sang Mặt trận Giải phóng. Sau khi tận mắt chứng kiến cảnh khổ đau, mất mát của chiến tranh, Phương trở về đứng chung chiến tuyến với chị, đấu tranh cho độc lập, hòa bình

## Diễn viên
- Thụy Vân vai Vân.[3]
- Thế Anh vai trung úy Phương.[4]
- Văn Hòa vai đại úy Thất Linh.[5]
- Lâm Tới vai hạ sĩ Tịnh.[6]
- Tố Uyên vai Mai.[7][8]
- Nông Ích Đạt vai cai ngục.[9]
- Anh Thái vai lính Song.[10]

Ngoài ra, bộ phim còn có sự tham gia của Thanh Loan, người về sau nổi tiếng nhờ vai diễn trong Biệt động Sài Gòn.

## Sản xuất
Bộ phim được đạo diễn Huy Thành chuyển thể từ một vở kịch cùng tên của tác giả Đào Hồng Cẩm, đề cập đến một vấn đề thời sự lúc bấy giờ, nhiều gia đình có con cái thuộc 2 phe đối lập nhau trong Chiến tranh Việt Nam. Ban đầu, người được giao cho vai trung úy Phương là một người khác. Tuy nhiên khi đã quay hơn 400 mét phim, đạo diễn Huy Thành cảm thấy không hài lòng với vai nam chính nên đã quyết định cho dừng quay và tuyển chọn diễn viên lại một lần nữa. Cuối cùng, vai này được giao cho Nghệ sĩ nhân dân Thế Anh và trở thành tác phẩm quan trọng trong sự nghiệp của ông. Bộ phim còn có sự tham gia của nhạc sĩ Hoàng Vân và nhà quay phim Nguyễn Đăng Bảy.

## Đánh giá và đón nhận
Nổi gió là một bộ phim đánh dấu cột mốc quan trọng của điện ảnh Việt Nam khi là bộ phim đầu tiên của điện ảnh cách mạng Việt Nam làm về Chiến tranh Việt Nam với bối cảnh miền Nam. Bộ phim được liệt kê trong cuốn sách "101 bộ phim Việt Nam hay nhất" với lời nhận xét của tác giả Lê Hồng Lâm:
| “ | Và không chỉ thành công với việc xây dựng hình ảnh người chiến sĩ cách mạng đầy khí phách, đạo diễn Huy Thành cũng rất thuyết phục khi mô tả những bước chuyển tâm lý của trung úy Phương, nhờ diễn xuất tinh tế của Thế Anh, đặc biệt là trong những cảnh cuối, khi Phương phải bước vào cuộc thử thách và lựa chọn giữa lý tưởng chính trị và gia đình ruột thịt, quê hương của mình. | ” |

Bộ phim rất được khán giả Việt Nam yêu thích. Chất anh hùng ca được xem là một trong những lý do khiến bộ phim gây ấn tượng mạnh từ khi mới ra mắt. Trong phim, nhân vật Vân phải chịu hàng loạt sự tra tấn và hành hạ, đỉnh điểm là bị quấn băng gạt tẩm cồn vào 10 đầu ngón tay rồi châm lửa đốt. Ánh mắt cương nghị của nữ diễn viên Thụy Vân đối lập với hình thức tra tấn dã man đã gây ấn tượng mạnh cho khán giả nhiều thế hệ.
Nổi gió là tác phẩm đầu tiên của nghệ sĩ nhân dân Huy Thành giành được Bông Sen Vàng cho phim truyện điện ảnh và cũng là một trong ba tác phẩm giúp ông đạt được Giải thưởng Nhà nước cho Văn học Nghệ thuật vào năm 2007. Cho đến nay thì đây vẫn được xem là một trong những bộ phim kinh điển của điện ảnh Việt Nam.

## Giải thưởng
| Năm  | Lễ trao giải                        | Hạng mục             | Kết quả       | Nguồn  |
| ---- | ----------------------------------- | -------------------- | ------------- | ------ |
| 1966 | Liên hoan phim quốc tế Karlovy Vary | Crystal Globe        | Đề cử         |        |
| 1970 | Liên hoan phim Việt Nam lần thứ 1   | Phim truyện điện ảnh | Bông sen vàng | [ 23 ] |